# Naturschutzgebiet Dammer Postmoor
Das Naturschutzgebiet Dammer Postmoor ist ein 235 Hektar großes Naturschutzgebiet in Mecklenburg-Vorpommern einen Kilometer nördlich von Altkalen. Der namensgebende Ort Damm befindet sich unweit südöstlich. Die Unterschutzstellung erfolgte am 7. September 1990. Das Gebiet wurde im Jahr 2000 erweitert. Das Schutzgebiet umfasst eine Wald- und Moorlandschaft, die aufgrund der abgeschiedenen Lage und Störungsarmut einen wertvollen Lebensraum für seltene Arten darstellt.
Der aktuelle Gebietszustand wird als befriedigend eingeschätzt, da der Wasserhaushalt der Flächen gestört ist. Ein Wanderweg von Damm nach Alt-Pannekow ermöglicht ein Durchqueren der Flächen.

## Geschichte
Die Schutzgebietsfläche liegt eingebettet in eine Grundmoränenlandschaft. Eine Nutzung ist seit dem Mittelalter durch Rodungen belegt. Umfangreiche Holzentnahmen erfolgten auch im 17. Jahrhundert durch den Betrieb einer Glashütte. Der ehemals offene Dammer See wurde bis Anfang des 20. Jahrhunderts befischt. In den Jahren 1915 bis 1917 legten französische Kriegsgefangene See und Moor trocken, damit auf den Flächen Grünlandwirtschaft betrieben werden konnte. Diese Nutzung wurde nach zehn Jahren wieder aufgegeben und die Flächen vernässten. Aufforstungen mit Nadelhölzern (Fichte, Lärche) erfolgten nach dem Zweiten Weltkrieg als Ausgleich von Reparationshieben.

## Pflanzen- und Tierwelt
Buchenwälder wachsen auf trockeneren Standorten. Wälder mit Erle, Esche und Eiche finden sich auf den feuchteren Moorstandorten. Im Schutzgebiet leben Schreiadler, Tüpfelralle, Kranich, Beutelmeise, Hohltaube und Zwergschnäpper.